# L'Illusionniste (film, 2006)
Pour les articles homonymes, voir L'Illusionniste.
Pour plus de détails, voir Fiche technique et Distribution.
L’Illusionniste (The Illusionist) est un film américano-tchèque fantastique de Neil Burger, sorti en 2006
Très librement inspiré d'une nouvelle de Steven Millhauser, Eisenheim the Illusionist, le film raconte l'histoire d'un magicien à la fin du XIXe siècle à Vienne. Par amour pour une femme, il s'oppose au prince héritier et aux forces policières sous ses ordres.

## Synopsis
Le film débute alors que l'inspecteur chef Uhl narre les événements qui ont conduit à sa présence en face du prince héritier Léopold, homme cruel prêt à déposséder son père du trône impérial. Eisenheim, tombé amoureux pendant sa jeunesse de la duchesse Sophie von Täschen, une aristocrate très au-dessus de sa propre condition sociale, quitte son village et voyage de par le monde dans le but de parfaire sa magie. Il revient à Vienne en pleine possession de ses moyens et produit des spectacles de magie exceptionnels, au point que même Uhl, pourtant au fait de plusieurs tours de magie, est incapable d'expliquer comment Eisenheim s'y prend.
La réputation du magicien parvient aux oreilles du prince, qui décide d'assister au spectacle qui fait accourir Vienne au complet. Léopold cherche à comprendre les tours, y voyant une espèce de défi à son intelligence. C'est pendant cette soirée qu'Eisenheim revoit Sophie, promise à Léopold. Son tour de magie étant parfaitement au point, Eisenheim est invité par le prince à se produire lors d'un spectacle privé à la cour. Par provocation, Eisenheim humilie le prince devant ses courtisans : il fige son épée verticalement alors qu'elle effleure seulement le sol, en référence à Excalibur, invite deux soldats à la soulever, en vain. Le prince y parvient, mais après quelques secondes, montrant ainsi que le souverain est à sa merci. 
Les prestations d'Eisenheim sont alors interdites à Vienne. Sophie en profite pour retrouver son amour de jeunesse, ce qui ne fait qu'attiser encore plus leur flamme. À cette occasion, Sophie apprend à Eisenheim que Léopold projette de renverser et de tuer son propre père afin de monter sur le trône à sa place. Stimulés par leur amour réciproque, ils décident de s'enfuir de Vienne. Cependant, Léopold apprend que Sophie l'a probablement trompé, et la tue dans un moment de rage alors qu'il est ivre.
Désemparé, Eisenheim accuse Léopold de meurtre, ce qui lui vaut une garde à vue. Il sort indemne de l'interrogatoire, mais décide de rénover un théâtre à l'abandon pour déjouer les efforts de la police viennoise. Il s'entoure de Chinois dévoués pour mieux accuser Léopold, inaccessible par la police, mais pas par l'opprobre populaire. Lors des spectacles, Eisenheim fait apparaître ce qui semble être des spectres. Uhl, pressé par Léopold, ne parvient pas à arrêter Eisenheim.
Sa réputation d'invoquer les âmes de morts grandit. Ce qui incite Léopold, déguisé en homme du peuple, à assister à l'un de ces spectacles. Pendant une représentation, le spectre de Sophie apparaît et affirme que le meurtrier est lui-même dans la salle. Uhl et Léopold, bouleversés, quittent le théâtre. Plus tard, Uhl somme Eisenheim de cesser son spectacle sous peine d’emprisonnement, mais le magicien refuse.
Lors d'un spectacle suivant, Eisenheim fait apparaître à nouveau Sophie. Uhl, décidé cette fois à l'arrêter, ne peut le faire, car seul le fantôme intangible d'Eisenheim est sur scène. Convaincu qu'il s'agit d'un autre tour de magie, il fait fouiller le théâtre, en vain. L'inspecteur découvre dans les effets personnels d'Eisenheim le secret du mécanisme d'un pendentif qu'il avait entr'aperçu dans l'écurie de Léopold. Après une inspection plus poussée de l'écurie, Uhl y découvre à la fois le pendentif porté par Sophie et une pierre précieuse provenant du sabre d'apparat de Léopold.
(Retour à la première scène du film). Uhl révèle qu'il a des preuves irréfutables de l'assassinat de Sophie par Léopold. Le prince héritier le menace de sanctions et, finalement, le menace d'un pistolet. Mais il est trop tard. L'Empereur a reçu le colis que l'inspecteur-chef lui a fait parvenir, l'informant de sa tentative de coup d'État, et ses soldats sont déjà sur place. Léopold, incapable de faire face à son destin, se suicide.
Uhl, démis de ses fonctions, quitte le château et reçoit des mains d'un gamin un colis. Il s'agit des instructions détaillées qui permettent de faire pousser un oranger presque instantanément, tour de magie qui l'a fasciné au début du film. Convaincu qu'Eisenheim est proche, il le reconnaît malgré son déguisement et le poursuit. Eisenheim embarque à bord d'un train, que l'ex-inspecteur-chef rate. 
Se rendant compte que le pendentif n'est plus dans sa poche, Uhl réalise en un éclair que le magicien a tout manigancé de A à Z pour faire choir Léopold. Eisenheim a, en effet, « semé » les indices qu'Uhl a découverts. Ce dernier éclate de rire, victime du dernier tour de magie d'Eisenheim, lequel retrouve son amour de jeunesse dans une ferme bucolique.

## Fiche technique
- Titre original : The Illusionist
- Titre français : L’Illusionniste
- Réalisation : Neil Burger
- Scénario : Neil Burger, Steven Millhauser
- Musique : Philip Glass
- Sociétés de  production : Stillking films -

Yari film production
- Budget : 17 000 000 $
- Pays :  République tchèque,  États-Unis
- Langue : anglais
- Genre : Fantastique
- Format : couleurs (DeLuxe) - 35 mm - 1,85:1 - Son SDDS /Dolby Digital
- Durée : 110 min
- Dates de sortie[2] :  États-Unis : 1er septembre 2006 ;  France :  17 janvier 2007.

## Distribution
- Edward Norton (VF : Damien Boisseau ; VQ : Antoine Durand) : Édouard Abramovich alias « Eisenheim »
- Paul Giamatti (VF : Gérard Darier ;  VQ : Alain Zouvi) : l'inspecteur chef Walter Uhl
- Jessica Biel (VF : Julie Turin ;  VQ : Camille Cyr-Desmarais) : la duchesse Sophie von Täschen
- Rufus Sewell (VF : Bernard Alane ; VQ : Daniel Picard) : le prince héritier Léopold
- Eddie Marsan (VF : Jean-Pol Brissart ; VQ : Frédéric Desager) : Josef Fischer
- Jake Wood (VF : Max Aulivier ;  VQ : François Trudel) : Jurka
- Aaron Taylor-Johnson (VQ : Roxan Bourdelais) : Eisenheim jeune
- Tom Fisher (en) (VQ : Jean-François Beaupré) : Willigut
- Eleanor Tomlinson (VQ : Catherine Brunet) : Sophie jeune

## Analyse
C'est la fin du XIXe siècle, au début de l'art cinématographique. En toile de fond, le kinétoscope de Thomas Edison ou le kinétographe de Méliès ou bien le cinématographe de Léon Bouly et des frères Lumière. C'est l'époque de la découverte de la projection des images, celui du succès de la mécanique de précision, des automates. Les prestidigitateurs fascinent quoique le public averti ne veuille plus être dupé par les « sorciers »…
Le scénario nous présente une Vienne resplendissante. Bien qu'ouverte aux influences extérieures, elle est fortement militarisée, la dynastie des Habsbourg dominant largement la politique. Les drames se succèdent dans la famille de l'empereur François-Joseph. Néanmoins, Léopold - qui est présenté comme le fils de François-Joseph Ier d'Autriche - n'a jamais existé.
L'amour de Sophie et d'Eisenheim n'est pas sans rappeler celui de Roméo et Juliette. En effet, ils se sont découverts pendant leur adolescence et elle a tenté de fuir le carcan familial.
L'inspecteur-chef Uhl est loyal au prince héritier, mais possède un esprit critique qui rappelle le scientifique à la recherche de preuves avant d'affirmer ou d'infirmer quoi que ce soit. Son comportement est précurseur d'une certaine Vienne qui apparaîtra plus tard au début du XXe siècle : Sigmund Freud, Bruno Bettelheim et Friedrich Hayek, par exemple.

## Les tours
Eisenheim, l'illusionniste, présente des tours qui réclament un art de l'escamotage très élaboré, dont le maître en la matière, Robert-Houdin, pourrait être l'inspirateur. Le film utilise notamment le tour de l'oranger qui impressionnait les spectateurs du magicien français, bien qu'il fût déjà pratiqué avant lui, comme par Nicolas-Philippe Ledru qui a exécuté des représentations en Autriche, notamment devant Joseph II d'Autriche, sous le nom de comte de Falkenstein. 
L'illusionniste met en scène le célèbre tour des spectres au sujet duquel Robert-Houdin raconte qu'il a été « imaginé en 1863, par M. Pepper, directeur du Polytechnic Institution de Londres. Dans la même année, M. Hostein , directeur du théâtre impérial du Châtelet, acheta de M. Pepper le secret des spectres pour les faire figurer dans un drame intitulé : “Le secret de miss Aurore”. » Mais la technique utilisée était antérieure. Robert-Houdin précise que M. Pepper a été plagié parce que le 20 octobre 1852, dix ans plus tôt, un nommé Pierre Séguin avait déposé un brevet « pour un objet nommé le polyoscope ».
On peut aussi faire un rapprochement entre ce film et le livre Frabato le magicien écrit par Franz Bardon.

## Autour du film

### Lieux
Même si l'histoire se déroule en Autriche, le film a majoritairement été tourné en République tchèque. La cité de Vienne qui apparaît à l'écran est en fait représentée par les villes de Tábor et de Prague, tandis que les scènes du village d'enfance d'Eisenheim ont été tournées à Český Krumlov. Le palais du prince est la forteresse de Konopiště (située près de Benešov, non loin de Prague), qui fut la demeure de François-Ferdinand d'Autriche.

### Anecdotes
- Norton s'est entraîné avec le magicien britannique James Freedman (en). Il souhaitait minimiser les effets spéciaux par ordinateur[6].